# Вірупакшарая II Сангама
Вірупакшарая II — правитель Віджаянагарської імперії з династії Сангама. Його правління стало завершальним етапом у періоді володарювання в імперії династії Сангама.

## Життєпис
Син Віджараї, брата Девараї II. Можливо його батько загинув 1447 році внаслідок повстання проти Малікарджунараї. Про молоді роки Вірупакшараї обмаль відомостей.
У 1465 році повалив свого стрийка Малікарджунараю. Протягом свого правління Вірупакша стикався з бунтівними наяками та раджами та військовиками, а також з численними ворогами. До 1470 року узбережжя Конкан з важливими портами Гоа, Чаул і Дабул захопили війська бахіманідського султанату на чолі із Махмудом Гаваном. 1475 року останній зайняв доаб (міжріччя) Крішни і Тунґабгадри, а Пурушоттамадева, магараджахіраджа Гаджапатської держави, зайняв важливе місто Тіруваннамалай.
Через ці втрати Вірупакшарая II ставав дедалі непопулярнішим і викликав повстання в багатьох провінціях імперії, що зрештою призвело до його повалення 1485 року внаслідок заколоту на чолі із власним сином Праудхараєю.